# Sclerocactus
Sclerocactus é um gênero botânico da família cactaceae.

## Sinonímia
- Ancistrocactus Britton & Rose
- Coloradoa Boissev. & C.Davidson
- Glandulicactus Backeb.
- Toumeya Britton & Rose

## Espécie
O género tem 30 espécies descritas das quais 16 são aceites:
- Sclerocactus blainei S.L. Welsh & K.H. Thorne
- Sclerocactus brevispinus K.D. Heil & J.M. Porter
- Sclerocactus cloverae K.D. Heil & J.M. Porter
- Sclerocactus glaucus (K. Schum.) L.D. Benson
- Sclerocactus mesae-verdae (Boissev. & C. Davidson) L.D. Benson
- Sclerocactus nyensis Hochstätter
- Sclerocactus papyracanthus (Engelm.) N.P. Taylor
- Sclerocactus parviflorus Clover & Jotter
- Sclerocactus polyancistrus (Engelm. & J.M. Bigelow) Britton & Rose
- Sclerocactus pubispinus (Engelm.) L.D. Benson
- Sclerocactus scheeri (Salm-Dyck) N.P. Taylor
- Sclerocactus sileri (L.D. Benson) K.D. Heil & J.M. Porter
- Sclerocactus spinosior (Engelm.) D. Woodruff & L.D. Benson
- Sclerocactus wetlandicus Hochstätter
- Sclerocactus whipplei (Engelm. & J.M. Bigelow) Britton & Rose
- Sclerocactus wrightiae L.D. Benson